# Kraagroos
De kraagroos (Rosa agrestis, synoniem: Rosa sepium) is een struik uit de rozenfamilie (Rosaceae) die voorkomt op kalkhoudende grond in gematigde streken van Europa en Noord-Afrika. Het aantal chromosomen is 2n = 35 of 42.
De kleinbloemige roos staat op de Nederlandse Rode lijst van planten als zeer zeldzaam en zeer sterk in aantal afgenomen. De kraagroos is ook in Vlaanderen een zeer zeldzame plant, met als belangrijkste vindplaatsen de Leemstreek en aansluitend Zuid-Limburg.

## Naamgeving enetymologie
- Synoniem: Chabertia agrestis (Savi) Gand., Chabertia sepium (Thuill.) Gand., Rosa agrestis subsp. pubescens Rapin, Rosa sepium subsp. agrestis (Savi) Nyman
- Frans: Rosier agreste, rosier des haies, églantier agreste, églantier des haies
- Duits: Acker-Rose
- Engels: Small-Leaved Sweet-Briar

De soortaanduiding agrestis betekent 'akkerbewonend'.

## Kenmerken
De kraagroos is een 150 tot 220 cm hoge, rechtopgaande struik (fanerofyt) zonder wortelopslag en met lange boogvormig overhangende takken. De niet met klieren bezette takken hebben talrijke grote en stevige, haakvormige stekels, die een brede basis hebben. De bladeren zijn oneven geveerd met meestal zeven ovale tot langwerpige blaadjes. De blaadjes staan vaak ver uit elkaar en zijn 2-2,7 cm lang en 1-1,3 cm breed. Ze hebben een wigvormige voet en kunnen al of niet behaard zijn. De onderzijde van de blaadjes is dicht bezet met gesteelde klieren. De bladrand is meervoudig gezaagd. De bladsteel en bladspil zijn meestal beklierd evenals de steunblaadjes.
De bladeren hebben een appelgeur.
De struik bloeit in juni en juli. De bloemen zijn 2 tot 4 cm in doorsnede en meestal wit, zelden lichtroze. Ze staan alleen of met twee tot vier bloemen bij elkaar. De 1-2 cm lange bloemstelen zijn meestal niet beklierd. De kelkbladen zijn afstaand, direct na de bloei teruggeslagen en vallen na de bloei snel af. Ze zijn aan de randen bezet met klieren. De meestal onbehaarde stijlen staan vrij.
De helderrode, 1-2 cm lange en 1-1,5 cm brede, elliptisch tot eironde rozenbottel heeft meestal geen klieren. Het stijlkanaal is 0,5-0,8 mm groot. De rozenbottel is een vlezige bloembodem met daarin de nootjesachtige vruchten.

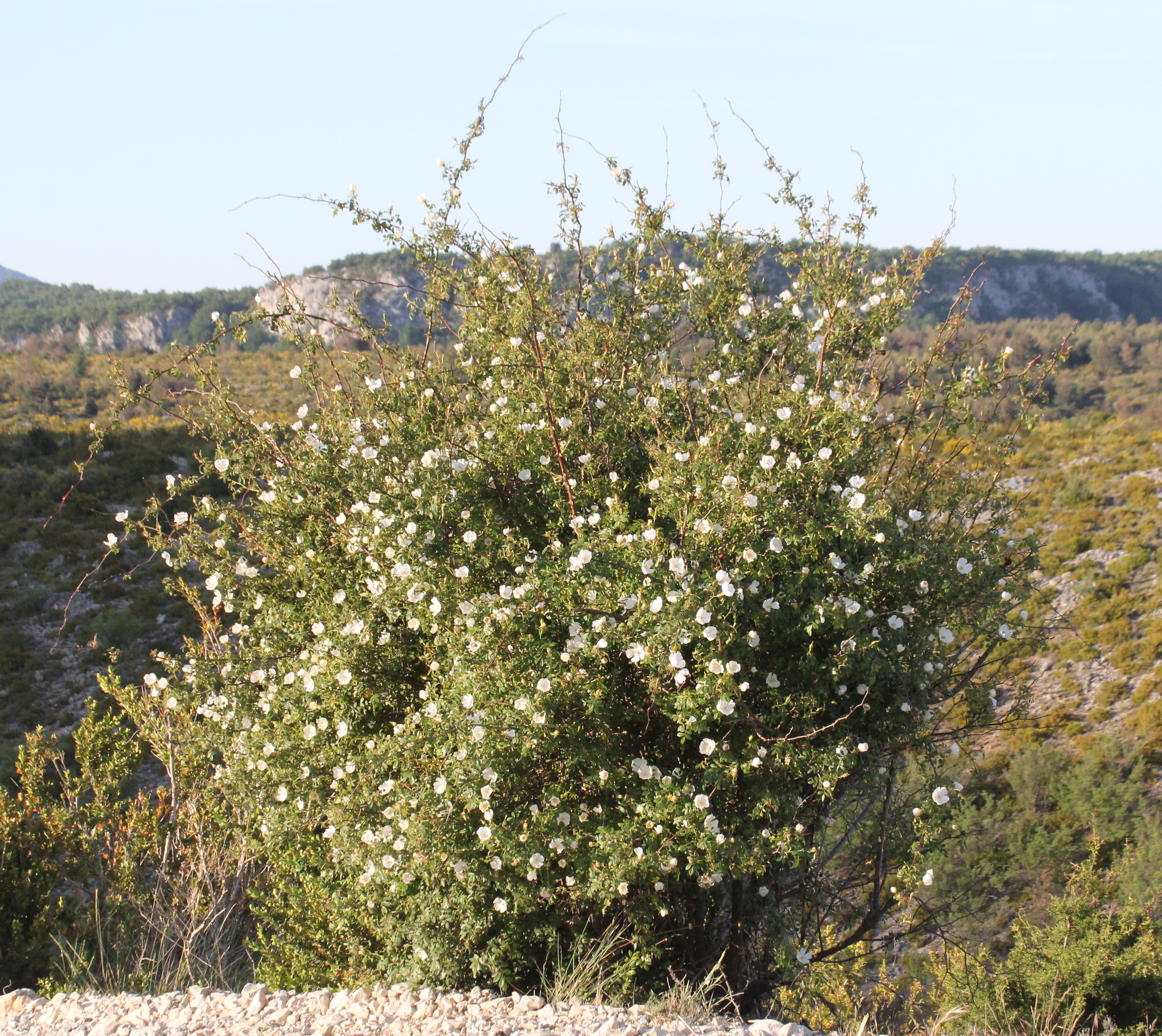
Struik
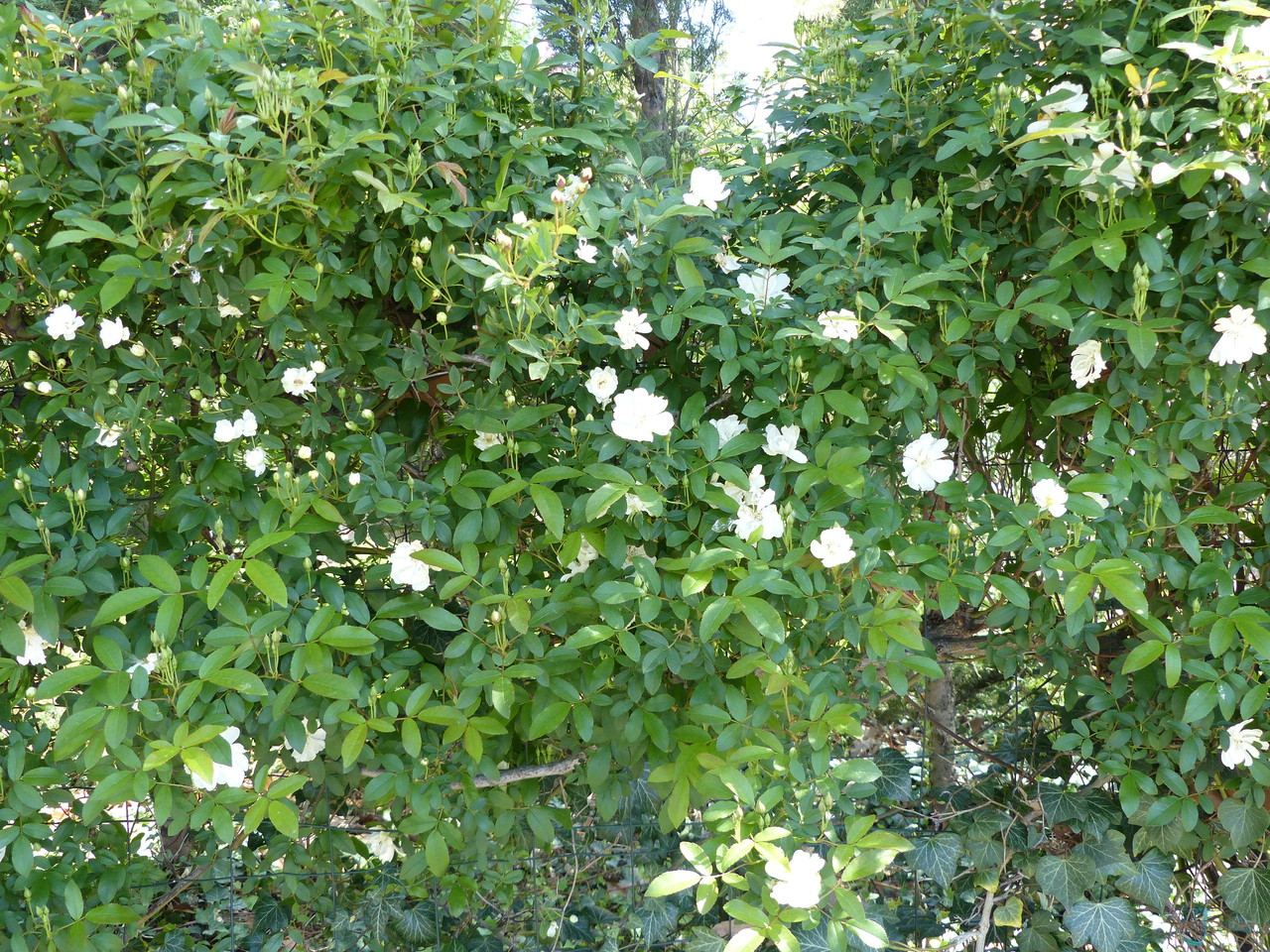
Struik
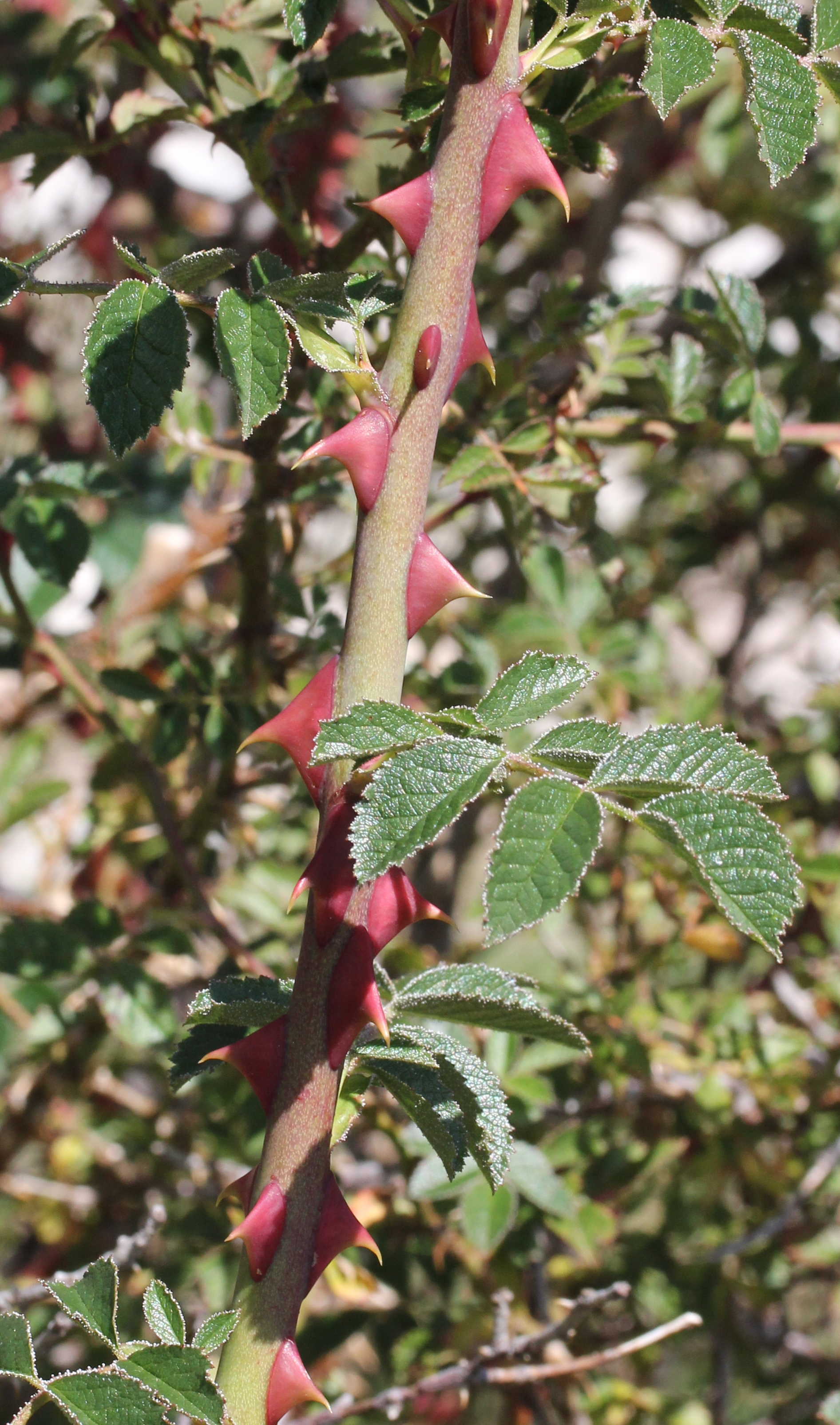
Stekels
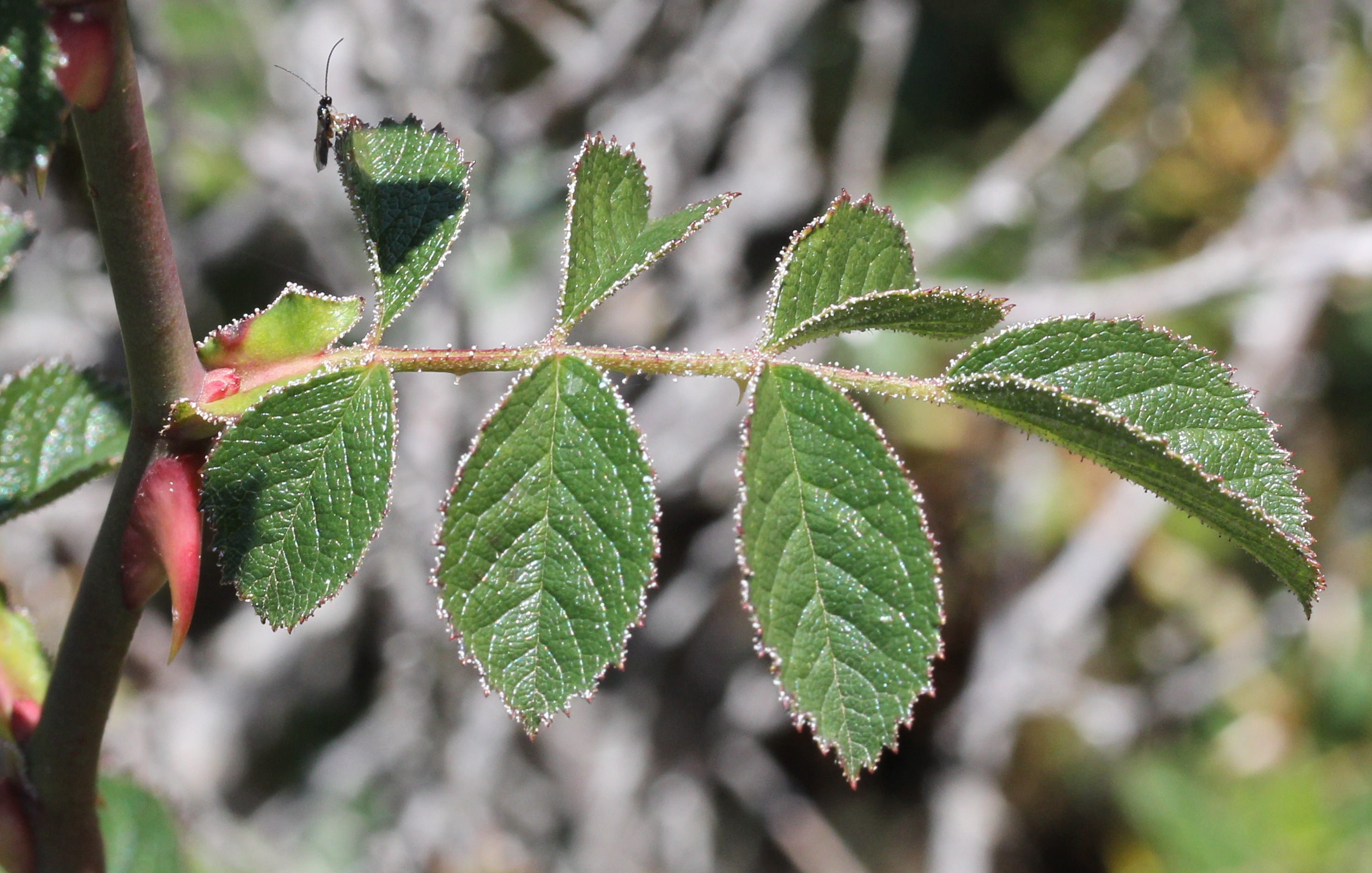
Voorkant blad
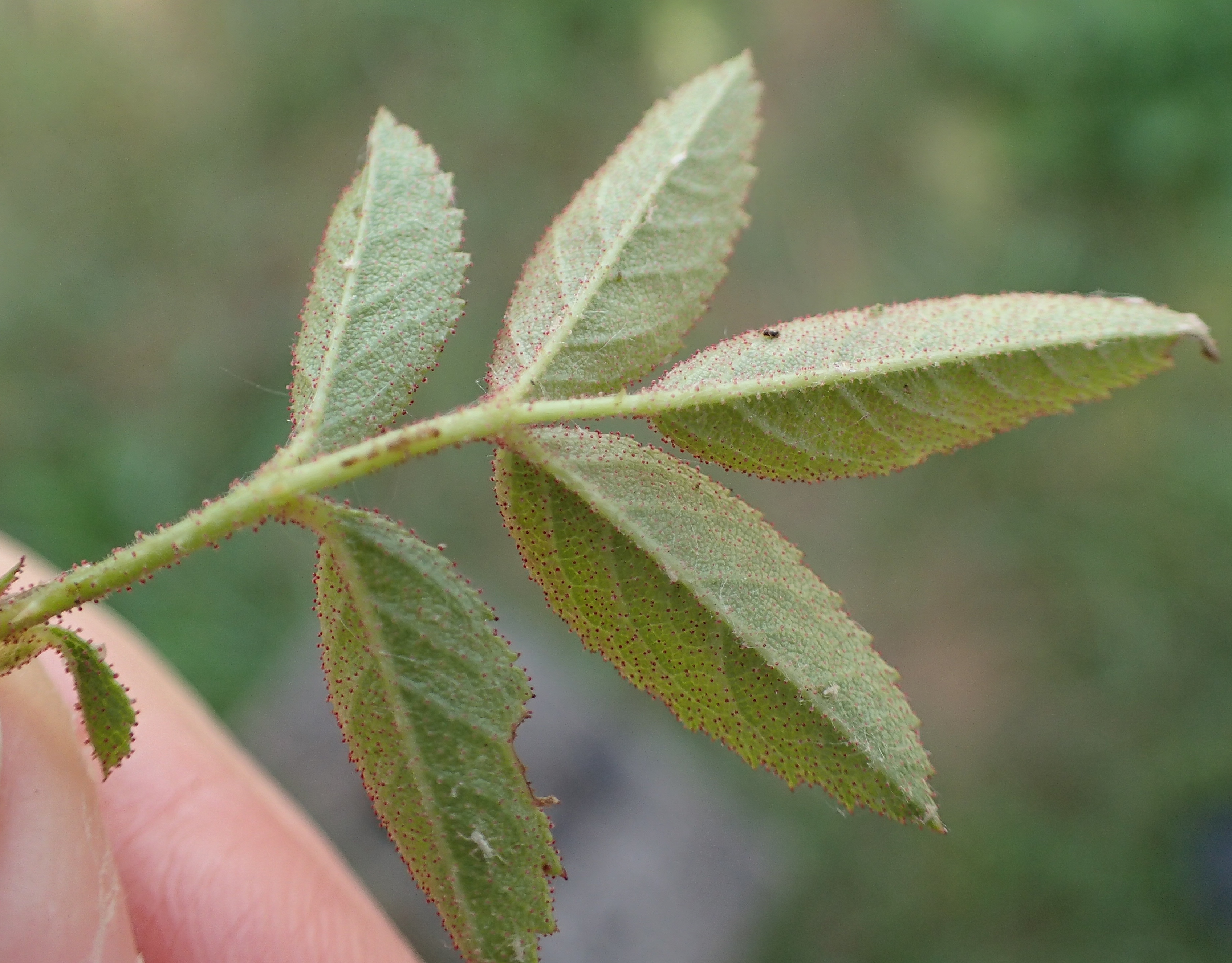
Achterkant blad
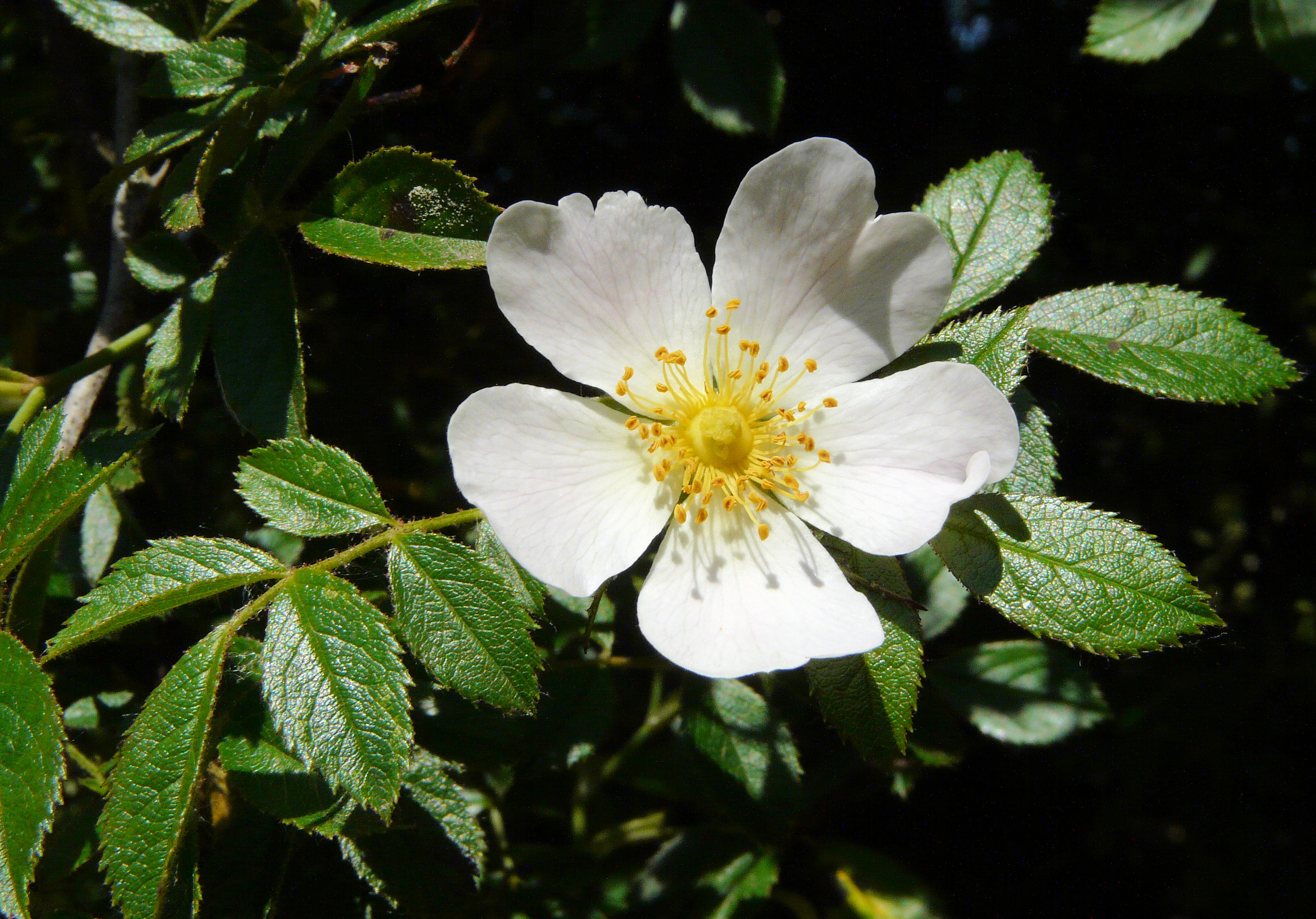
Bloem
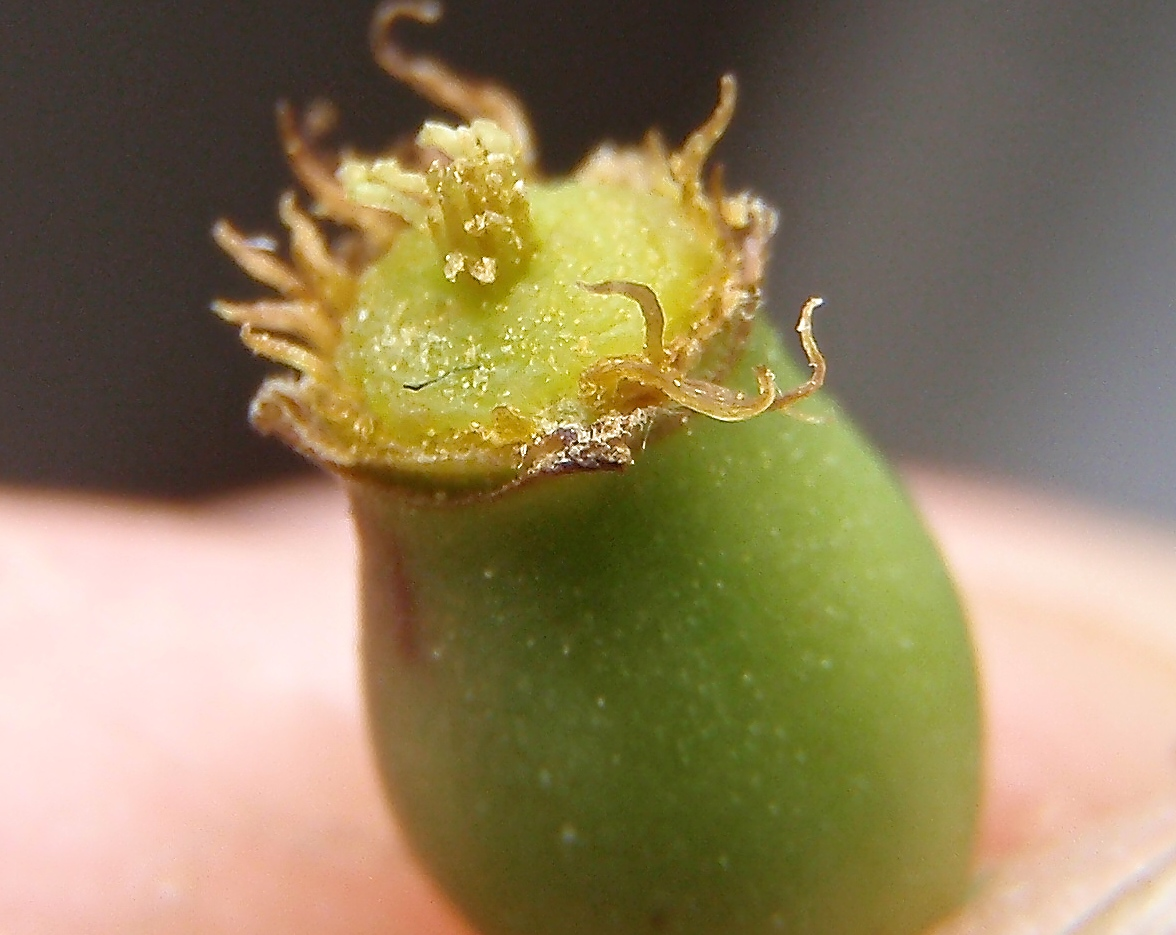
Discus
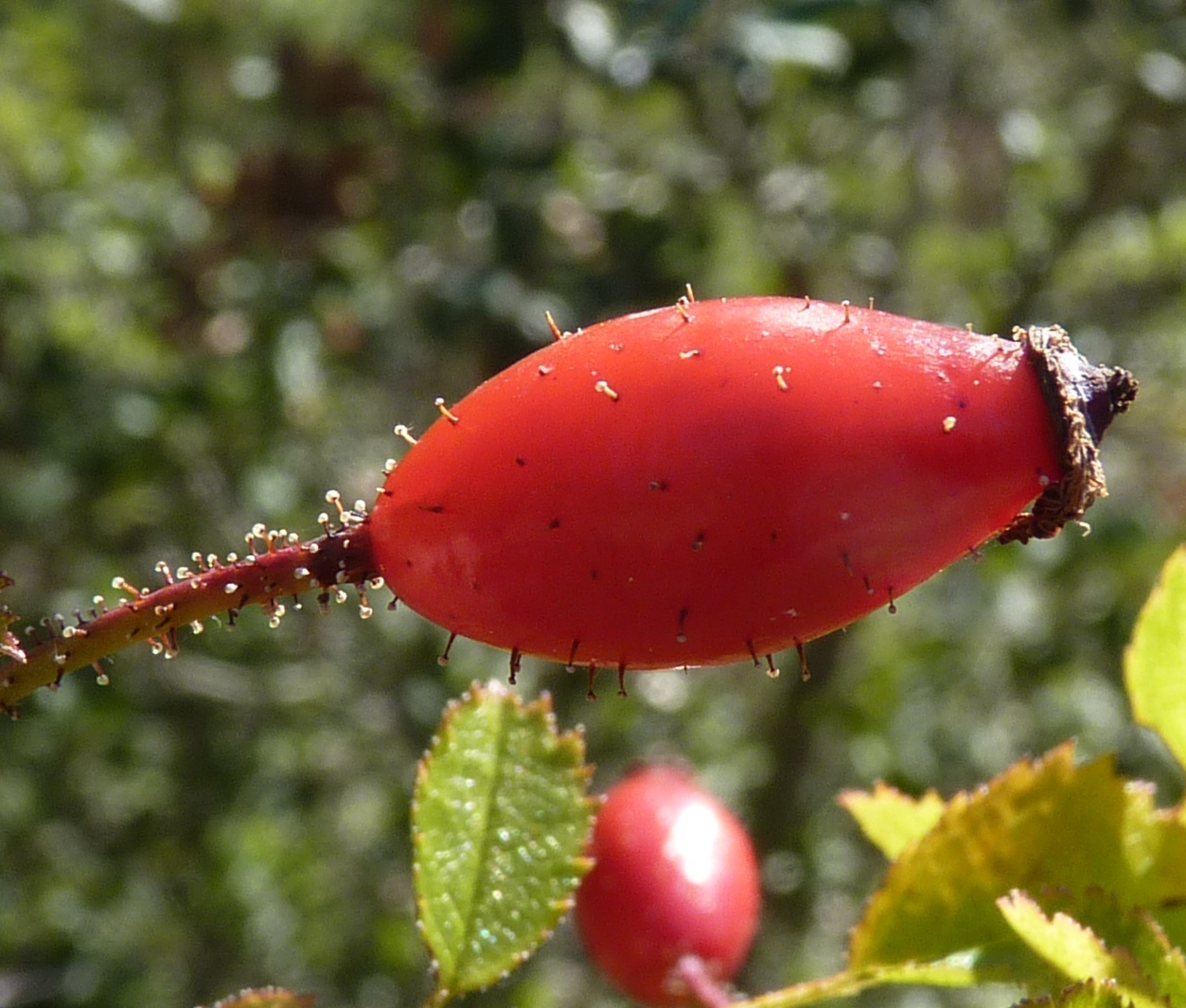
Rozenbottel

## Habitaten verspreiding
De kraagroos groeit voornamelijk op zonnige of halfbeschaduwde plaatsen op matig droge tot vochtige, licht zure tot basische, kalkrijke bodem. Hij is te vinden in bosranden, heggen, struwelen van het liguster-verbond, rond kalksteen- en mergelgroeves en langs holle wegen.
Hij komt van nature verspreid voor in gematigde streken van West-, Midden- en Zuid-Europa van Denemarken en Zuid-Zweden tot in het Middellandse Zeegebied, en in de berggebieden van Noord-Afrika.
In Nederland is de soort zeer zeldzaam in Zuid-Limburg, in Vlaanderen zeer zeldzaam in de Leemstreek en de Kempen. In Wallonië is ze zeldzaam.

## Syntaxonomie
De kraagroos is een kensoort voor het liguster-verbond (Berberidion vulgaris).

## Bedreigingen en bescherming
In België staat de soort op de lijst van wettelijk beschermde planten in België. Op de Vlaamse Rode Lijst (planten) wordt de kraagroos vermeld als ‘Bedreigd’.
R. agrestis (kraagroos) ·
R. arvensis (bosroos) ·
R. banksiae ·
R. caesia (behaarde struweelroos) ·
R. canina (hondsroos) ·
R. corymbifera (heggenroos) ·
R. dumalis (kale struweelroos) ·
R. elliptica (wigbladige roos) ·
R. gallica (Franse roos) ·
R. glauca (bergroos) ·
R. hemisphaerica ·
R. henkeri-schulzei (schijnegelantier) ·
R. hirtula ·
R. hugonis ·
R. inodora (schijnkraagroos) ·
R. majalis (kaneelroos) ·
R. micrantha (kleinbloemige roos) ·
R. moschata (muskusroos) ·
R. moyesii (mandarijnroos) ·
R. multiflora (veelbloemige roos) ·
R. pimpinellifolia (duinroos) ·
R. pseudoscabriuscula (schijnviltroos) ·
R. roxburghii (kastanjeroos) ·
R. rubiginosa (egelantier) ·
R. rugosa (rimpelroos) ·
R. sempervirens ·
R. soulieana ·
R. ×stylosa (stijlroos) ·
R. subcanina (schijnhondsroos) ·
R. subcollina (schijnheggenroos) ·
R. tomentella (beklierde heggenroos) ·
R. villosa (viltroos)